# Sedbergh
Sedbergh – miasto i civil parish w Anglii, w Kumbrii, w dystrykcie (unitary authority) Westmorland and Furness. Leży 69 km na południowy wschód od miasta Carlisle i 352 km na północny zachód od Londynu. W 2011 roku civil parish liczyła 2765 mieszkańców.